# Anthaxia splendida
Anthaxia splendida es una especie de escarabajo del género Anthaxia, familia Buprestidae. Fue descrita científicamente por Chevrolat en 1838.

## Distribución
Habita en el Neártico, Neotrópico, región indomalaya, Paleártico y región afrotropical.